# Exèrcit Popular Català
L'Exèrcit Popular Català (EPOCA) fou una organització armada catalana que va actuar entre el 1976 i el 1980 que perseguia la separació de Catalunya d'Espanya. Se la considera antecessora de Terra Lliure, ja que molts dels seus militants en passaren a formar part quan es va dissoldre. Diferents agents governamentals la van considerar «terrorista», com ara l'Estat espanyol.

## Formació
EPOCA té tres intents de naixement: l'any 1964, un altre el 1968 i definitivament a partir de 1970-1971 com a organització d'alliberament nacional. Fou inspirada per Josep Maria Batista i Roca en unes xerrades a joves independentistes, basant-se en les experiències de la Societat d'Estudis Militars, d'ORMICA i dels fets del sis d'octubre de 1934. Es calcula que el nombre dels seus militant fou d'uns 50, disposaven d'una infraestructura legal de 200 persones, 4 per militant. La majoria dels militants provenia, bàsicament, del Front Nacional de Catalunya.
Jaume Martínez Vendrell, antic oficial de l'exèrcit republicà i líder de la branca militar del Front Nacional de Catalunya, fou l'encarregat d'entrenar militarment els militants donant-los formació pràctica i teòrica a partir de les armes aconseguides a través d'un catalano-suís conegut com a Sporri i en robatoris a diverses armeries de Barcelona i Andorra. Per a la recaptació de fons protagonitzaren diversos atracaments, destacant el realitzat a la Residència sanitària de la Vall d'Hebron de Barcelona en que van aconseguir uns 32.000.000 de pessetes.

## Els atemptats Bultó i Viola
EPOCA va tenir gran ressò públic amb l'atemptat contra l'industrial de Cros S.A., Josep Maria Bultó, el 9 de maig de 1977, qui va morir en esclatar-li la bomba que li van posar al pit. Com és costum en les accions executades per EPOCA, aquesta tampoc és reivindicada, pel que en un primer moment qui sí reivindica l'acció tot i no haver-la executat és el FRAP i, hores més tard, la Triple A. Una setmana després dels fets, la policia espanyola deté les germanes Elena i Sílvia Mandlexicz, David Santacana, Dolores Caparrós i Rosa Tomasa Ramírez entre d'altres afiliats al PCE(i). Finalment la policia s'adona que ha estat seguint una pista falsa entre les relacions del MPAIAC canari i les organitzacions comunistes a l'estat espanyol. Però aquesta no serà l'única pista falsa que segueixen, així el 6 de juny el diari Avui rep una trucada reivindicant l'acció per part dels Grups de Combat Popular del Poble Català, fins llavors desconeguts.
Finalment el juliol de 1977 foren detinguts i acusats dels fets Àlvar Valls, Carles Sastre, Josep Lluís Pérez i Montserrat Tarragó. Amb totes aquestes detencions, es creà el Socors Català, que va impulsar la campanya Llibertat Patriotes Catalans, que va durar tot l'estiu i que va ser un dels eixos de l'acte independentista del Fossar de les Moreres de Barcelona durant la diada nacional de Catalunya de 1977. Nogensmenys, als quatre implicats els fou aplicada en primera instància, la llei d'amnistia del 15 d'octubre de 1977 i foren alliberats aquella mateixa tardor.
Després del retorn de Josep Tarradellas i de la constitució oficial del Consell Executiu de la Generalitat (octubre - desembre de 1977), el governador civil de Barcelona, Rodolfo Martín Villa, retirà l'amnistia als quatre alliberats, que hagueren d'exiliar-se. Aleshores, el gener de 1978 EPOCA atemptà mitjançant el mateix sistema contra l'exalcalde de Barcelona, Joaquim Viola i la seva esposa Montserrat Tarragona, que van morir en esclatar-los la bomba al pit.

## Desarticulació del grup
El 4 de març del 1979 foren detinguts Jaume Martínez i Vendrell, Lluís Montserrat i Sangrà, Maria Teresa Sol i Cifuentes, Joan Mateu Martínez, les germanes Concepció i Montserrat Vall Pla, i Xavier Manzano Pérez. La policia espanyola situa l'origen de l'organització el 1967, atribuint-ne la creació i la direcció a Josep Maria Batista i Roca (mort el 1978), la direcció de l'ala militar a Martínez Vendrell i a una dotzena més la pertinença. També demanen l'extradició de Manuel Viusà. A partir d'aquestes detencions es formen els Comitès de Solidaritat amb els Patriotes Catalans. L'octubre de 1980 foren detinguts Xavier Barberà, Joan Casas, Concepció Duran, Ferran Jabardo, Antoní Massaguer, Rosa Naval, Abel Rebollo, Ramon Subirats, Dolors Tubau i Maria Tubau, acusats de pertànyer a EPOCA, de la mort de Josep Maria Bultó i d'estar preparant un atemptat contra el president de la Generalitat, Jordi Pujol. Després d'aquestes detencions, EPOCA es pot considerar desarticulada i els seus membres actius com Montserrat Tarragó i Carles Sastre, passaren a Terra Lliure.

## Els judicis
En el judici, Jaume Martínez i Lluís Montserrat admeteren la seva pertinença a una organització independentista inspirada per Batista i Roca. Lluís Montserrat treballava en l'aparell de propaganda, i Jaume Martínez s'encarregava de la formació teòrica militar, però no assumí en cap moment cap càrrec del qual se'ls acusava i negà la participació en els atemptats. Foren alliberats el maig del 1980. Joan Casas, Concepció Duran, Rosa Naval i Maria Tubau foren alliberats després de 10 dies de detenció l'octubre de 1980.
Xavier Barberà, Ferran Jabardo, Antoní Massaguer, Abel Rebollo i Dolors Tubau foren empresonats, essent coneguts a partir de llavors com els inculpats del cas Batista i Roca. La família Bultó va recórrer la sentència i el Suprem condemnà novament Jaume Martínez Vendrell a dotze anys de presó, però va fugir fora del país per a no complir la condemna.
El 15 de gener del 1982 foren condemnats Xavier Barberà a 36 anys i 3 mesos, Antoní Massaguer a 36 anys, Ferran Jabardo a 12 anys, Abel Rebollo a 2 anys i 3 mesos, i Dolors Tubau a 2 anys i 3 mesos. Tots ells foren traslladats a complir la condemna a la presó de Lleida-2. Els advocats defensors al·legaren força irregularitats en el judici i que les confessions havien estat arrencades sota tortura, raó per la qual recorregueren la sentència davant la Comissió Europea dels Drets Humans, qui el 1984 la va admetre a tràmit.

## Epíleg
El 16 d'octubre de 1986, la Comissió Europea va avisar Espanya per possible existència de la violació dels drets humans. Davant la negativa del govern espanyol, la Comissió el 23 de setembre va dictar per unanimitat que s'havia violat l'article 6.1 de la Convenció Europea, i invitava Espanya a reparar la violació.
El 1988, la nova oposició del govern espanyol, va obligar a presentar una denúncia davant del Tribunal Europeu dels Drets Humans, sentenciant el 6 de desembre, que l'Estat havia violat l'article 6.1 en el judici i en els recursos. Finalment, el 29 de juny de 1989 l'Audiència Nacional dicta ordre de llibertat, reduïda 15 dies després a llibertat provisional.